# رود کلان
رود کلان (به لاتین: Kelan River) یک رود در چین است.